# Najlepších 15 rockov
Najlepších 15 rockov je kompilace skupiny Iné Kafe. Obsahuje dvě CD, první obsahuje základní singly, druhé obsahuje unplugged verze některých písní.

## Seznam skladeb[3]

### CD 1 - Originals
1. "Mojich najlepších 15 rockov" - 3:15
2. "Deja vu" - 3:22
3. "Keby prachy z neba padali" - 3:49
4. "Krvavá blondína" z alba Bez udania dôvodu - 2:43
5. "Spomienky na budúcnosť" z alba Bez udania dôvodu - 3:25
6. "Veľkou palicou III" z alba Bez udania dôvodu - 3:07
7. "Záverečná" z alba Príbeh - 3:19
8. "Prečo je to tak?" z alba Príbeh - 2:31
9. "Ružová záhrada" z alba Príbeh - 3:46
10. "Ďakujeme vám" z alba Príbeh - 2:19
11. "Kašovité jedlá" z alba Príbeh - 2:44
12. "Mám pocit..." z alba Je tu niekto? - 3:52
13. "Ráno" z alba Je tu niekto? - 3:59
14. "Úspešne zapojení" z alba Je tu niekto? - 3:03
15. "Kto na to príde?" z alba Je tu niekto? - 1:57
16. "Vianoce" z alba Čumil - 3:12
17. "Čumil" z alba Čumil - 3:03
18. "Svätý pokoj" z alba Čumil - 2:55
19. "Veľkou palicou" z alba Vitaj! - 3:35
20. "090x" z alba Vitaj! - 3:20
21. "Sám proti všetkým" z demoalba Situácia - 4:33
22. "Zrkadlo" z demoalba Situácia - 2:22
23. "Moldavsko je tu" z demoalba Kachny - 3:53
24. "Škaredá baba" z demoalba Kachny - 1:40

Píseň "Keby prachy z neba padali" byla původně nahrána pro album Bez udania dôvodu, ale nakonec se na albu nenacházela, kvůli svému odlišnému zvuku. Mojich najlepších 15 rockov se původně jmenovala Mojich najlepších 10 rokov a byla hrána v roce 2005 u příležitosti oslav desátého výročí založení skupiny. "Deja vu" byla původně hrána na koncertě v Praze (31. 1. 2009).
Písně "Závist" a "Alibi" se na kompilaci nedostaly, poslední čtyři písně nebyly řadovými singly.

### CD 2 - Unplugged
1. "Posledná záchrana" - 3:35
2. "Čas beží" - 4:04
3. "Pomôžte mi so mnou" - 3:22
4. "Je tu niekto?" - 4:14
5. "Mojich najlepších 15 rockov" - 4:48
6. "Ráno" - 4:33
7. "Prečo je to tak?" - 3:16
8. "Vitaj!" - 4:12
9. "Biely hotel - live in Praha 2009" - 4:39
10. "Ráno - live in Praha 2009" - 4:18

## Skupina

### CD 1 - Originals
- Vratko Rohoň - zpěv (1-18, 23), kytary a vokály (1-24)
- Marek "Cibi" Cibula - zpěv (19-22)
- Mário Chromý - zpěv, kytara (24)
- Tibor Prikler - kytara (7-15)
- Peter "Forus" Fóra - basa, vokály (1-15)
- Mário "Wayo" Praženec - basa (16-24) kytara (1, 2)
- Jozef "Dodo" Praženec - bicí (1, 2, 16-24)
- Daniel Mathia - bicí (7-15)
- Jáno Rozbora - bicí (3-6)
- Bobo "Bobos" Procházka - harmonika (3)
- Tomáš Kmeť - hammond (3)

### CD 2 - Unplugged
- Vratko Rohoň - zpěv, kytara, vokály, sbory
- Peter "Forus" Fóra - basa, vokály, sbory
- Jozef "Dodo" Praženec - bicí, perkuse, sbory
- Mário "Wayo" Praženec - sbory

### Hosté
- Svetlana Olahová - housle (6, 7)
- Ján Lešický - housle (6)
- Martin Mierny - viola (6)
- Czaba Rácz - violoncello (6)
- Miro Tásler - klavír (1, 4, 6, 7), hammond (4)
- Martin Husovský - klavír (3)
- Peter "Prelo" Preložník - klavír (9, 10)
- Zuzana Smatanová - harmonika (7)
- Stano Kociov - akordeon (8)
- Peter Opet - trubka (1, 8)
- Ľubomír Horák - trombon (1, 8)
- Peter Huraj - saxofon (1)
- Mário "Gapa" Garbera - saxofon (1)
- Dan Haffar - perkuse (5)
- Ivan Tásler - sbory, vokál, tleskačky (6, 7)
- Inekafe fans - sbory (4)